# Черноземельская оросительно-обводнительная система
Черноземельская оросительно-обводнительная система (также ЧООС, Черноземельская ООС) — оросительная система в Калмыкии. Орошает пустынные, полупустынные и сухостепные земли общей площадью 63,5 тыс. га, в том числе земли регулярного орошения — 22,7 тыс. га, инициативного — 22,4 тыс. га и лиманного — 18,4 тыс. га. Также система используется также для водоснабжения населённых пунктов Калмыкии.

## Общая характеристика
Источником воды для Черноземельской оросительно-обводнительной системы является Чограйское водохранилище, наполняемое терской и кумской водой по Терско-Кумскому и его продолжению Кумо-Маныческому каналам (Ставропольский край). Вода из Чограйского водохранилища самотёком поступает в Черноземельский магистральный канал, оттуда в межхозяйственные распределители — Яшкульский, Гашунский, Приозёрный каналы. Протяжённость магистрального канала равна 140,2 км, пропускная способность в голове — 34 м³/сек, в конце — 20 м³/сек. Построены в 1971—1972 годах. Все каналы, включая магистральный, проложены в земляном русле.
Оросительная вода, поступающая из Чограйского водохранилища в магистральные каналы, имеет минерализацию от 1,0 до 1,4 г/л при довольно благоприятном химическом составе — сульфатно-натриево-кальциевом. В распределительных каналах минерализация воды достигает до 2,5 г/л. Обычно увеличение минерализации носит сезонный характер и происходит в осенний период, а также минерализация увеличивается по мере удаления от водохранилища.
Наиболее распространённый способ полива – дождевание с применением установок ДКШ-64 «Волжанка». 
Эксплуатацией Черноземельской оросительно-обводнительной системы занимаются ГУ «Ики-Бурульское управление эксплуатации ООС» и «Яшкульское управление эксплуатации ООС», расположенные в п. Южный и п. Яшкуль.

## Воздействие на окружающую среду
Отсутствие гидроизоляции на дне канала и нарушения норм полива привели к подъёму грунтовых вод и заболачиванию почвы, подтоплению населённых пунктов, а также к формированию солончаков, большинство которых характеризуется высокой долей содержания токсичных солей.
В частности, подтоплению подвергается посёлок Яшкуль. Ирригационно-хозяйственными объектами, вызывающими подтопление посёлка, являются Яшкульский канал, проходящий в южной и юго-восточной части и инженерный лиман в урочище Дорт-Хулсун-2, расположенный в северо-западной части посёлка. Яшкульский канал пропускной способностью 3,0 м³/с, функционирующий ежегодно с конца февраля по середину ноября, выполнен в насыпи, высота которой в среднем составляет 2,8—3,2 м, а также в полунасыпи-полувыемке. Канал является препятствием для оттока грунтовых вод, создаваемых расположенным выше (на северо-западе населённого пункта) участком лиманного орошения в урочище Дорд-Хулсун-2.
В целях предотвращения дальнейшего подтопления посёлка Яшкуль в начале 90-х гг. на территории посёлка Яшкуль была сооружена сеть открытых и закрытых дрен и специальная дренажная насосная станция, откачивающая грунтовые воды и сбрасывающая их по трубопроводу в Яшкульский распределительный канал, было прекращено затопление лимана Дорт-Хулсун-2, реконструированы бассейн, отстойники водозабора и арычная сеть с устройством защитной облицовки.
Однако в настоящий момент проблема подтопления п. Яшкуль вновь обострилась, так как её основной источник — Яшкульский канал — по-прежнему не имеет противофильтрационных одежд, и фильтрационные воды скапливаются на территории посёлка с образованием озера, а также выводом из эксплуатации дренажной насосной станции.